# Trichocerapis pernambucana
Trichocerapis pernambucana är en biart som beskrevs av Urban 1989. Trichocerapis pernambucana ingår i släktet Trichocerapis och familjen långtungebin. Inga underarter finns listade i Catalogue of Life.